# Girobicúpula pentagonal alongada
Em geometria, a girobicúpula pentagonal alongada é um dos sólidos de Johnson (J39). Como o nome sugere, pode ser construída alongando-se uma "girobicúpula pentagonal" (J31) inserindo-se um prisma hexagonal entre suas metades. Rotacionando uma das cúpulas pentagonais (J5) em 36 graus antes de inserir o prisma resulta em uma ortobicúpula pentagonal alongada (J38).